# Zamknięte drzwi
Zamknięte drzwi (węg. Az ajtó) – powieść węgierskiej pisarki Magdy Szabó wydana w 1987 roku. Nasycona psychologiczną głębią opowieść o dwóch silnych charakterach – sławnej pisarki i jej gospodyni, niezależnej, szorstkiej i obcesowej na zewnątrz, a w rzeczywistości czułej i pomocnej. Na podstawie powieści w 2012 powstał film o tym samym tytule w reżyserii Istvána Szabó.

## Fabuła
Narratorką powieści jest bezdzietna pisarka Magda. Kiedy jej książki zaczęły odnosić sukces, przeprowadziła się do większego mieszkania i rozpoczęła poszukiwania pomocy domowej. Polecono jej samotną, starszą panią, Emerenc, która uchodziła wśród sąsiadów za wzór uczciwości. Pracowała w kilkunastu domach i bez chwili wytchnienia sprzątała, prała, odgarniała śnieg, z poświęceniem opiekowała się też zwierzętami i chorymi. Nie przymilała się do pracodawców, lubiła zaznaczyć swoją silną osobowość. Kiedy wracała do swojego domu, na żadne pukanie nie otwierała drzwi. Nikt nie widział jak wygląda jej mieszkanie i nikt nie znał jej tajemnicy. Początkowo między kobietami panowały napięte stosunki, a Magda podejrzewała, że Emerenc ukrywa rzeczy zrabowane wywiezionym do obozu Żydom. Z czasem relacje ich poprawiły się i pisarka, jako jedyna osoba na świecie, poznała zagadkę zamkniętych drzwi.
Książka napisana jest w formie wspomnień snutych po latach przez Magdę. Już na samym początku pojawia się informacja, że Emerenc nie żyje, a jej śmierć ma związek z otworzonymi drzwiami. „To ja zabiłam Emerenc. I nie ma tu nic do rzeczy, że chciałam ją nie zniszczyć, lecz uratować” – wyznaje narratorka i z poczuciem winy analizuje swoje trwające dwadzieścia lat relacje z gosposią. Wspomina nieporozumienia, rodzącą się powoli przyjaźń i chwile, kiedy musiała zawieść zaufanie Emerenc. Powieść w znacznej części poświęcona jest relacjom, jakie przez lata zachodziły między dwiema kobietami o silnych charakterach. Pozostałe wydarzenia często mają charakter szkicowy. Mężczyźni wspominani są rzadko i nie odgrywają większych ról, nawet o swoim mężu narratorka niewiele pisze.